# Handel in invloed
Van handel in invloed is sprake wanneer een ambtenaar of persoon die echte of ogenschijnlijke invloed heeft op de besluitvorming van een publiek ambtsbekleder, deze invloed ruilt voor een oneigenlijk voordeel. In het Engels wordt gesproken van influence peddling, trading in influence of traffic of influence.

## Verenigde Naties en de Raad van Europa
Handel in invloed komt terug in artikel 18 van het Verdrag van de Verenigde Naties tegen corruptie (UNCAC) én in artikel 12 van het Strafrechtverdrag inzake corruptie van de Raad van Europa. In beide verdragen wordt handel in invloed getypeerd als het direct of indirect intentioneel beloven, aanbieden of geven van een onrechtmatig voordeel aan een ambtenaar, of een ander persoon in ruil voor een onrechtmatig voordeel waarvoor de ambtenaar, of andere persoon, zijn (ogenschijnlijke) invloed binnen het bestuur of een overheidsinstantie van een land misbruikt.
Twee partijen kunnen in een dergelijke situatie schuldig zijn aan handelen in invloed. Ten eerste is de persoon die bewust een onrechtmatig voordeel aanbiedt ten behoeve van het verkrijgen van invloed schuldig. Daarnaast is ook een ambtenaar, of andere persoon, die bewust een onrechtmatig voordeel vraagt, ontvangt of accepteert in ruil voor beïnvloeding van de besluitvorming schuldig.

## Handel in invloed vis à vis corruptie
Het belangrijkste verschil met corruptie is de driehoeksverhouding die ontstaat bij handel in invloed. Bij handel in invloed gaat het namelijk om een ambtenaar of persoon die invloed uit kan oefenen op de besluitvorming van een publiek ambtsbekleder. Dit wordt ook wel ‘achtergrondcorruptie’ genoemd, omdat het gaat om de personen in de omgeving van een publiek ambtsbekleder. Bij corruptie gaat het daarentegen om het dírect aanbieden van een gunst of wederdienst aan een publiek ambtsbekleder.

## Strafbaarstelling
Uit het Strafrechtverdrag inzake corruptie en het Verdrag van de Verenigde Naties tegen corruptie volgt alleen de aanbeveling de beschreven vorm van handel in invloed strafbaar te stellen. De voorzieningen in de verdragen betekenen daarmee niet dat handel in invloed per definitie strafbaar is. Wanneer een land handel in invloed strafbaar wil stellen moet het volgens het Strafrechtverdrag inzake corruptie van de Raad van Europa aan twee voorwaarden voldoen alvorens het als het illegaal handelen in invloed gezien kan worden. Zo moet het voordeel onrechtmatig zijn en de beïnvloeding ongepast.
Een onrechtmatig voordeel kan zowel economisch als niet-materieel zijn. De ontvanger moet daarbij geen rechtmatige aanspraak op het voordeel kunnen maken en het moet hem/haar in een betere positie brengen dan vóór het ontvangen. Voorbeelden hiervan zijn geld, vakanties of beloftes over betere carrièremogelijkheden.
Ongepaste beïnvloeding houdt volgens het Strafrechtverdrag in dat er een corrupte intentie is bij de persoon die handelt in invloed. Erkende vormen van lobbyen vallen buiten deze definitie, en zijn dus geen vorm van handel in invloed.